# ランチのアッコちゃん
『ランチのアッコちゃん』は、柚木麻子による日本の小説。連作短編集。『小説推理』（双葉社）2011年3月号から2013年1月号にかけ掲載された4編を収録して2013年4月19日に同社より単行本が刊行された。
2014年本屋大賞にノミネートされ、第7位にランクインした。発行部数は刊行から2か月で10万部を超え、その後12万部を超えた。
シリーズ続編に『3時のアッコちゃん』（2014年）、『幹事のアッコちゃん』（2016年）がある。
2015年にNHK BSプレミアムの「プレミアムよるドラマ」枠にて蓮佛美沙子と戸田菜穂主演でテレビドラマ化された。

## あらすじ

### ランチのアッコちゃん
麹町にある、小学生用の教材を専門とする小さな出版社「雲と木社」の営業部派遣社員・澤田三智子は、4年付き合った恋人に振られ、自分にとりたてて取り柄がないことを改めて実感する。落ち込んでいた三智子を見かねて、営業部長の黒川敦子、通称・アッコ女史がさりげなくランチに誘う。三智子は毎日お弁当を作っていたため断るが、食欲がなく、持ち帰ろうとしていたお弁当を、アッコ女史が食べたいと言ったため、譲ることにする。アッコ女史は思いの外三智子の素朴なお弁当を気に入り、翌週の1週間、自分のランチと取り替えてほしいという提案を持ちかける。
職場の近くに店がないこともさることながら、何よりも少ない手取りで生活を維持するために、外食とは縁遠かった三智子だったが、月曜日から金曜日までランチの店を決めているというアッコ女史の指示に従って、久しぶりの外食を楽しむ。月曜日は店主が趣味の延長でやっているというカレー屋、火曜日は大手町までジョギングして移動屋台のスムージー。水曜日はアッコのお使いを兼ねて、神田神保町へ。古書店で久しぶりに児童書を手に取り、店主からイベントに誘われるなど親しくなる。4日目となる木曜日には、アッコ女史が恒例にしていた社長との屋上ランチも三智子は体験する。社長の学生時代の思い出の「自由軒のカレー」について聞いたり、最近、自社の目玉教材の売り上げが下降気味であることが話題となり、三智子は子供の頃に好きだった児童書のキャラクターをモデルにした新キャラクターの教材を提案する。社長から正式に企画書を書き、プレゼンするよう言われ、三智子は閉じていた世界が広がっていくように感じた。最終日となる金曜日、アッコの指示通り初日のカレー屋へ赴いた三智子は、老人施設へ配達へ行く店主の代わりに店番を頼まれる。アッコも毎週やっていたと聞き、初めての接客業に四苦八苦しながら、前日の社長の話をヒントにカレーを最後まで売り切る。三智子の表情は1週間前とは比べ物にならないほど輝き、自分の成長を実感し、アッコを心から慕うようになっていた。

### 夜食のアッコちゃん
雲と木社が倒産し、三智子が新たに芝公園近くの大手貿易商社営業部で働き始めて5か月。バレンタインデーに男性社員にチョコレートをあげるのをやめたい女子正社員と、日頃の感謝を込めてあげたいという派遣社員とが対立する中、営業部主任に気に入られ、派遣仲間にも頼られがちな三智子は、両方のグループが取り合うような状態になっていた。三智子は角が立たないようにしていたが、派遣グループからお金は出さずにチョコレートを買う係を任され、正社員グループからは非常識だと思わないかと責められていた。社内で息苦しい思いをする羽目になった三智子は、寒風吹きすさぶ公園で冷たいお弁当を食べていた。
するとそこへ、以前の職場で仕事だけでなくプライベートでも世話になったアッコが、ワゴン車に乗って現れる。ポトフの移動販売をしているというアッコに職場での悩みを打ち明けた三智子は、生き生きと仕事をするアッコの姿に惹かれ、また一緒に働きたいという思いを正直に伝えると、面接代わりに1週間お試しでやってみることを許される。翌日、夜明け前に迎えに来たアッコに連れられ到着したのは、新宿歌舞伎町。夜の仕事を終えたホストやキャバクラ嬢たちが次々と来店し、目の回るような忙しさだった。出稿を終えた新聞社、深夜の病院、早朝の築地市場、毎日異なる場所を回り、睡眠時間は減ったが、目まぐるしい日々に三智子の心は充実していた。バレンタインデーが近付き、三智子はこれまでアッコと共に回った場所で培った情報や知識を元に、全てが丸く収まる方法を考えつく。

### 夜の大捜査先生
カード会社の契約社員・満島野百合は、渋谷の小洒落た店で合コンに参加していた。高校時代に話が及び、日焼けサロンに通い、制服のスカートを短くし、臍ピアスを空け、毎日のように夜遊びをしていた青春時代を反芻しながら、野百合はそんな過去などおくびにも出さずに、お嬢様学校として有名な清盟女学園に通っていた事実だけを話し、男性陣の妄想をかき立てる。そんな時、清盟の制服を着た子が店のトイレに入っていくのを見た参加者がおり、中座して見に行くと、高校時代に散々追いかけられた思い出ばかりが募る、かつての担任・前園英作と再会する。昔の自分を見ているような気になった野百合は、前園と一緒に、逃走中の生徒・ハマザキ捕獲に協力することになる。

### ゆとりのビアガーデン
総合ネット商社「センターヴィレッジ」社長の豊田雅之は、1年前に退職した女子社員・佐々木玲実と再会する。玲実は、入社当日にコーヒーメーカーとシュレッダーを壊し、他にも考えられないようなミスを連発しながらも、あっけらかんとした態度でいられる、ゆとり世代の申し子のような子だった。話を聞けば、会社が入るビルの屋上でビアガーデンを開くという。玲実がいかに役に立たなかったかを思えば、先行きは暗いようにしか考えられなかった。相変わらずお気楽な様子の玲実だったが、毎日残業続きのセンターヴィレッジを批判するような言動をされ、豊田は怒らずにいられない。
玲実のビアガーデンなど行くものかと思っていた豊田だったが、神宮の花火が見えると聞いた社員が1人また1人と屋上へ行ったまま、2時間も3時間も戻らない。いつしかビアガーデンは社員が仕事を早く終わらせるモチベーションとなっていた。大手商社の社内ベンチャーとして立ち上がったセンターヴィレッジだったが、そもそも豊田は社長を引き受けることに否定的だった。ネット商社といえども、現状は何でも屋と化し、売り上げは先細り、更に私生活では妻と別居状態で、仕事も家庭も上手く行かないだめ人間のように感じていた。いつしか、玲実の父親のような気分になっていた豊田は、玲実が1日100人の集客ノルマを達成したら、店に行く約束をする。

## 登場人物
ランチ&夜食のアッコちゃん
澤田 三智子（さわだ みちこ）
雲と木社営業部派遣社員。23歳。身長156センチ。19歳の頃から付き合っていた彼氏の側にいたくて、短大卒業後に上京したものの、振られてしまう。彼に去り際に「ノーが言えないのではなく、イエスしか言えない」人間なのだと言われ、自分にとりたてて取り柄がなく、イエスとしか言えない特性だけで人生を乗り切ってきたことを実感する。
アッコ女史とのランチ交換で、落ち込んでいた気分は浮上し、新しい世界を切り開くことができ、アッコとも何でも相談できる仲になった。第2話では、大手貿易商社「高潮物産」芝公園本社営業部の派遣社員。
黒川 敦子（くろかわ あつこ）
雲と木社営業部部長。部内唯一の女子正社員。45歳。身長173センチと背が高く、つやつやの黒いおかっぱ頭が、某大物歌手を思わせることと、下の名前が「敦子」であることから、あだ名は「アッコさん」だが、面と向かって呼ばれることはない。「ビスマルク」の常連客たちからは、「ヒミツのアッコちゃん」に因んで、アッコちゃんと呼ばれる。
第2話では、コニーと共同で会社を立ち上げ、移動販売の店「東京ポトフ」のワゴン車を1台受け持ち、全国展開する野望を抱いている。

ランチのアッコちゃん
ビスマルクのマスター
雲と木社から徒歩1分もかからない雑居ビルの1階にある、カレー専門店。アッコが月曜日と金曜日に通う店。ビルの5階でデザイン事務所を経営しており、カレー作りは趣味の延長でやっている。金曜日は、親戚が世話になっている老人ホームにカレーの配達に行っており、アッコが店番を務めている。
田島（たじま）
ビスマルクの常連客。39歳。シンクタンク勤務。1年前にアッコに一目惚れして以来、通い続けている。
コニー・ブルックマン
国際フォーラム広場でワゴン車でスムージーの屋台『ジェリーフィッシュ』を経営する、カーリーヘアの陽気な黒人女性。アッコが火曜日にジョギングを兼ねて通う店。
笹山 隆一郎（ささやま りゅういちろう）
神保町の古書店「ハティフナット」の店主。アッコが水曜日に行く天丼の店が近所にあり、三智子はそのついでに本の受け取りを頼まれた。第2話では、三智子と付き合っている。
雲と木社 社長
70歳くらいの白髪の紳士。アッコが入社して1年くらい経った頃、仕事でミスして給湯室で泣いているところを見つけ慰めて以来、毎週木曜日は屋上で出前を取って昼食を共にしている。大阪で過ごした学生時代に食べた「自由軒」のカレーを懐かしく思っている。
第2話では、築地で小さな珈琲店のマスターをしている。会社を失ってぼんやりしていた時に、店を経営する高校の同級生が声をかけてくれ、その後、彼女と結婚した。

夜食のアッコちゃん
清水 公子（しみず きみこ）
高潮物産営業部主任。社が新卒の採用を見送るようになって8年が経ち、女子正社員はいずれも30代。バレンタインデーに男性社員にチョコレートをあげるのをやめる提案をする。
猪木 沙織（いのき さおり）
高潮物産営業部派遣社員。勝ち気な性格で、派遣社員のリーダー格。
ジュンヤ
歌舞伎町のホスト。不景気で店が送りのドライバーを雇えないため、始発まで時間を潰しがてら、酒で疲れた胃をポトフで回復させる。
レイカ
キャバクラ嬢。妖艶な美女。アッコからブーケガルニを分けてもらって、自宅でもポトフを作っている。
林（はやし）
大手新聞社の整理部（記事のレイアウトを決める）社員。
松尾（まつお）
高潮物産営業部長。三智子が正社員と派遣社員の板挟みになっていることに気づいており、正社員の態度は三智子の力を信頼してのことだからと言ってくれる。
我孫子（あびこ）
看護師。深夜勤の時にポトフとおにぎりのセットを人数分買っていく。
望月（もちづき）
映画監督。アッコとは学生時代からの友人。
三橋 胡桃（みはし くるみ）
アイドルグループの一番人気のメンバー。望月の映画に出演する。クライマックスシーン直前に足をひねってしまい、アッコの推薦で三智子がスタントを務めることになる。

夜の大捜査先生
満島 野百合（みつしま のゆり）
カード会社の契約社員。30歳。お嬢様学校として知られる、中高一貫の清盟女学園出身だが、在学中は校則違反ギリギリの制服改造や化粧をし、教師と日々攻防を繰り広げていた。
美佳（みか）
野百合の同僚の正社員。23歳。
長澤（ながさわ） / 谷川（たにがわ）
テレビ局勤務。野百合の合コン相手。
前園 英作（まえぞの えいさく）
清盟女学園高等部の現国教師。野百合の高校2年、3年時の担任。
浜崎 有希子（はまざき ゆきこ）
清盟女学園高等部生徒。夜の渋谷をうろついているところを前園に見つかり、追いかけられる。

ゆとりのビアガーデン
佐々木 玲実（ささき れみ）
総合ネット商社「センターヴィレッジ」元社員。ミスが多く、社始まって以来の「使えない」社員だった。退職から1年後、ある伝手からセンターヴィレッジが入るビルの屋上でビアガーデンを開く。
豊田 雅之（とよた まさゆき）
「センターヴィレッジ」社長。センターヴィレッジは、大手総合商社「中村山商事」から派生した社内ベンチャーで、社員数は17名。
楠 亜希子（くすのき あきこ）
本社からセンターヴィレッジに出向しているベテラン社員。
菅沼（すがぬま）
センターヴィレッジが入るビル「菅沼ビル」のオーナー。ボケ防止を兼ねて、ビルの守衛の仕事をしていた。勤務時間中の玲実とよく雑談していた。玲実にビルの屋上を譲る旨の遺言を残した。
沢村 真紀子（さわむら まきこ）
センターヴィレッジ社員。

## 書誌情報
- ランチのアッコちゃん
  - 単行本：双葉社、2013年4月19日発売、ISBN 978-4-575-23819-8
  - 文庫本：双葉文庫、2015年2月12日発売、ISBN 978-4-575-51756-9

| タイトル             | 初出                        |
| -------------------- | --------------------------- |
| ランチのアッコちゃん | 『小説推理』2011年3月号[1]  |
| 夜食のアッコちゃん   | 『小説推理』2011年5月号[2]  |
| 夜の大捜査先生       | 『小説推理』2012年12月号[3] |
| ゆとりのビアガーデン | 『小説推理』2013年1月号[4]  |
- 3時のアッコちゃん
  - 単行本：双葉社、2014年10月17日発売、ISBN 978-4-575-23877-8
  - 文庫本：双葉文庫、2017年10月12日発売、ISBN 978-4-575-52037-8

| タイトル               | 初出                        |
| ---------------------- | --------------------------- |
| 3時のアッコちゃん      | 『小説推理』2014年3月号[9]  |
| メトロのアッコちゃん   | 『小説推理』2014年6月号[10] |
| シュシュと猪           | 『小説推理』2012年3月号[11] |
| 梅田駅アンダーワールド | 『小説推理』2013年2月号[12] |
- 幹事のアッコちゃん
  - 単行本：双葉社、2016年2月19日発売、ISBN 978-4-575-23944-7
  - 文庫本：双葉文庫、2019年9月12日発売、ISBN 978-4-575-52260-0

| タイトル             | 初出                         |
| -------------------- | ---------------------------- |
| 幹事のアッコちゃん   | 『小説推理』2015年3月号[13]  |
| アンチ・アッコちゃん | 『小説推理』2015年7月号[14]  |
| ケイコのアッコちゃん | 『小説推理』2015年9月号[15]  |
| 祭りとアッコちゃん   | 『小説推理』2015年12月号[16] |

## テレビドラマ
2015年5月12日から6月30日まで、NHK BSプレミアム「プレミアムよるドラマ」にて全8話が放送された。

### キャスト
- 澤田三智子 - 蓮佛美沙子
- 黒川敦子（アッコちゃん） - 戸田菜穂
- 原田ちひろ - 野呂佳代
- 清水公子 - 堀内敬子
- 笹山隆一郎 - 成田凌
- 二階堂早苗 ‐ 西尾まり
- 青島礼司 ‐ 高橋努
- 木村省吾 ‐ 吉田ウーロン太
- 庄野雪子 ‐ 八木のぞみ
- 田島 ‐ 浜野謙太
- 岡村 ‐ 野中隆光[17][18]
- 井川芳夫 - 田山涼成
- 山川部長 - 鶴見辰吾

ゲスト出演
第1話
- 洋太郎（三智子の元彼氏） - 白石隼也

第2話
- サンドイッチ屋台店主 - Ariel未来

第3話
- 「ビスマルク」のマスター -  駿河太郎

第4話
- 猪木沙織 - 真野恵里菜

第5話
- 我孫子（病院の看護師） - 朝倉あき

第6話
- 榊英雄（映画監督） ‐ 榊英雄（本人役）

### スタッフ
- 原作 - 柚木麻子 『ランチのアッコちゃん』『3時のアッコちゃん』
- 脚本 - 泉澤陽子
- 演出 - 青島太郎、湯浅弘章
- 音楽 - 挾間美帆
- 料理考証 - 吉川直美
- CG - 辻本貴則
- 制作統括 - 篠原圭（NHK編成局コンテンツ開発センター）、松山絵梨（東北新社）

### 放送日程
| 放送回 | 放送日  | サブタイトル                 | 演出     |
| ------ | ------- | ---------------------------- | -------- |
| 第1回  | 5月12日 | 恐怖のアッコちゃん           | 青島太郎 |
| 第2回  | 5月19日 | 屋上のアッコちゃん           | 青島太郎 |
| 第3回  | 5月26日 | 三智子とカレーとアッコちゃん | 青島太郎 |
| 第4回  | 6月02日 | ポトフのアッコちゃん         | 湯浅弘章 |
| 第5回  | 6月09日 | 夜食のアッコちゃん           | 湯浅弘章 |
| 第6回  | 6月16日 | バレンタインのアッコちゃん   | 湯浅弘章 |
| 第7回  | 6月23日 | 3時のアッコちゃん            | 青島太郎 |
| 最終回 | 6月30日 | さよならアッコちゃん         | 青島太郎 |